# Індустрія моди у Швеції
Швеція розташована в найпівнічнішій частині Європи між Норвегією і Фінляндією, при цьому її краї торкаються Північного моря і Балтійського моря. Північна Швеція має холодний клімат з снігом круглий рік, тоді як більш південні частини мають більш помірний клімат. У країні є велика кількість лісів і гір. Швеція має найбільше населення, а також найбільшу територію серед скандинавських країн. Завдяки цьому вона має сильний вплив на іншу частину Півночі. Швеція, у свою чергу, служить модною столицею Скандинавії. Столиця Швеції, Стокгольм є господарем тижня моди в країні, що проходить двічі на рік.
Як і ставлення, що оточує більшість споживчих товарів у Північній Європі, шведська мода вражає корисністю. Одяг робиться практичним і цілеспрямованим. Це багато в чому пояснюється довгою історією країни, зокрема суворими кліматичними умовами та її сильним лютеранським минулим. Простота також є загальною темою серед ліній шведських модельєрів, тобто одяг має тенденцію бути більш нейтральним, з менш складними деталями. Одяг не обов'язково призначений для того, щоб людина виділялася. Існує сильний культурний вплив, який відіграє певну роль у цьому. 
Традиційно шведська мода була виражена у висококваліфікованих костюмах для дворян, а також у народних костюмах для селян. 
Поряд з більш відомими дизайнерами моди, такими як Гудрун Сьоден, Гунілла Понтен, Філіппа К і Анна Холтблад, розвивається нові колекції менших шведських брендів, таких як Whyred, Hope, Velour, Carin Wester, Cheap Monday та J Lindeberg.

## Шведський стиль
Використання шведським стилем нейтральних палітр кольорів, прямих ліній і рухомих конструкцій нібито відрізняється від інших модних столиць світу, які часто демонструють непрактичні предмети розкоші, які зроблені, щоб виділитися. Швеція вражає північним менталітетом щодо володіння та створення продуктів, які так само функціональні, як естетичні, а одяг не звільняється від цього критерію.

## Бренди і дизайнери
Acne Studios розташований в Стокгольмі, Швеція і був створена в 1996 році. Це найбільш визнаний і універсальний бренд з Скандинавії. Вони продають взуття, аксесуари та одяг, з їхнім джинсом, який є предметом, завдяки якому бізнес розвивався. Магазини Acne поширилися по всьому світу в різних країнах, і вони демонструють свої колекції в журналі Acne Paper, який виходить два рази на рік. Цей бренд продає деякі з більш сміливих, більш модних виробів у світі шведського дизайну одягу, хоча все ще підкреслює простоту.
Rodebjer - це лінія одягу, розроблена шведкою Карін Родеб'єр, яка почала працювати в Нью-Йорку в той час, коли вона вчилася у Технологічному інституті моди, хоча оригінальні твори також продавалися в магазинах у Швеції. Одяг Родеб'єр зараз продається в двадцяти різних країнах. Цей бренд продає адаптований одяг.
J. Lindeberg - колекція, що була створена в 1996 році в Стокгольмі та Нью-Йорку. Створений Йоганом Ліндебергом, цей бренд виробляє високоякісний модний одяг з високою популярністю в гірськолижному одязі і одязі для гольфу. Тільки чоловіча лінія продає неспортивний одяг, наприклад, джинсовий, трикотаж і костюми. Обидві колекції чоловічого та жіночого одягу мають спеціальні предмети для гольфу та катання на лижах.
H&M (Hennes & Mauritz), можливо, найвідоміший скандинавський модний бренд - шведська лінія одягу, яка була створена в 1947 році у Вестеросі, Швеція. Починаючи тільки з жіночого одягу, компанія зараз продає чоловічий, жіночий та дитячий одяг, а також товари домашнього дизайну.
Компанія Whyred була створена компанією Sven “X:et” Erixon в 1999 році. Бренд відомий своєю паркою, корисною штукою для суворих зим Скандинавії. Особливістю бренду є цілеспрямовані предмети з доданими несподіваними поворотами, задля збереження руху вперед для їхніх дизайнів. Елегантність і модернізм є керівними силами цього бренду.

## Тиждень моди в Швеції
Перший тиждень моди в Швеції відбувся в 2005 році. Приблизно тридцять дизайнерів двічі на рік демонструють свої нові колекції в серії показів мод. Дизайнери власноруч демонструють свої лінії на майбутній сезон. Показ, як правило, відображає рядок весна/літо або лінію осінь/зима. Тиждень моди дає покупцям шанс подивитися і поговорити про твори дизайнерів, широкій публіці - попередній перегляд того, чого чекати від зміни сезону.

## Опис
Сучасний шведський дизайн одягу описується фахівцями такими словами:
- класика
- сильні розрізи
- повністю продумано
- гарно сидить
- унісекс
- нудьга
- повсякденний одяг
- мінімалізм

## Зовнішні посилання
- Рада з архітектури, форми та дизайну [Архівовано 19 квітня 2012 у Wayback Machine.]

| Прапор Швеції | Це незавершена стаття про Швецію. Ви можете допомогти проєкту, виправивши або дописавши її. |